# Mataking Island
Mataking Island (malaysisk: Pulau Mataking) er en malaysisk ø beliggende i Celebeshavet i delstaten Sabah. Mataking er hjemsted for det første "undervandsposthus" i Malaysia og er i øvrigt forbundet til den mindre Pulau Mataking Kecil ø via en smal sandbanke. Mataking Island er en privatejet ø tilhørende Reef Dive Resort, der med luksushytter og et dykkercenter huser dykkende gæster til Sipadan.

## I populærkultur
Visse udgaver af realityshowet Robinson Ekspeditionen er delvist filmet på Mataking Island.